# Олбанский конгресс
Олбанский конгресс (англ. Albany Congress), он же Олбанский конвент 1754 года (англ. Albany Convention of 1754) (19 июня 1754 — 11 июля 1754 года) — съезд депутатов от Тринадцати американских колоний Великобритании, состоявшийся в Олбани (провинция Нью-Йорк). На съезде присутствовали представители колоний Коннектикут, Мэриленд, Массачусетс, Нью-Гемпшир, Нью-Йорк, Пенсильвания и Род-Айленд. Участники ежедневно собирались в мэрии города Олбани и обсуждали меры по налаживанию отношений с индейцами и меры по обороне от французов ввиду начинающейся войны с Францией.
Конгресс стал первым случаем, когда представители колоний собрались для обсуждения общих проблем, и он стал образцом, по которому в 1765 году собирался Конгресс Гербового акта, а затем и Первый Континентальный конгресс. На Конгрессе было предложено несколько планов объединения колоний, в том числе так называемый «Олбанский план», предложенный Бенджамином Франклином.

## Предыстория
В 1753 году французы начали проникать в долину реки Огайо, что вызвало беспокойство властей колонии Вирджиния и её губернатора Роберта Динвидди. Губернатор запросил совета у британского правительства и ему было велено отправить посланца к французам для выявления их намерений. Динвидди отправил майора колониального ополчения, Джорджа Вашингтона. В ходе своей миссии в Огайо Вашингтон встретился с индейцами и французскими офицерами, вручил им письмо от губернатора и доставил ответ, в котором французы заявляли, что не признают британских претензий на Огайо. Ещё до этого, в августе 1753 года, лондонская Торговая палата призвала всех колониальных губернаторов созвать ополчения для отражения французской угрозы. Через месяц Палата предложила губернатору провинции Нью-Йорк созвать конференцию представителей всех колоний. В Лондоне считали, что колонии должны наладить отношения с Конфедерацией ирокезов, а также построить цепь фортов по всему фронтиру и договориться об их снабжении.

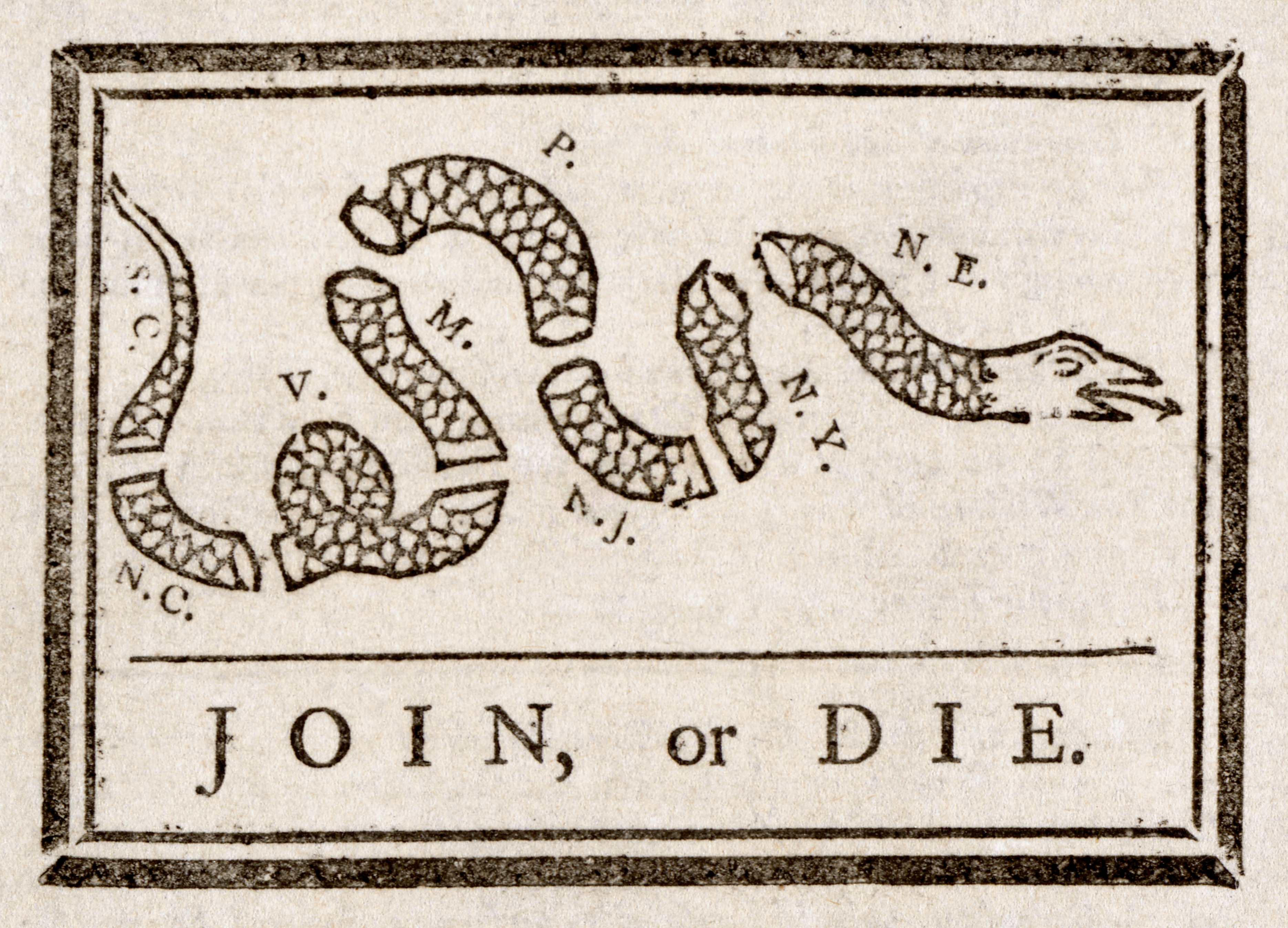
Карикатура «Объединимся или умрём» (1754)

Губернатор Нью-Йорка, Джеймс де Ланси, выбрал местом конференции город Олбани, поскольку тот находился близко к землям ирокезов, с которыми предстояло вести переговоры. Он отправил приглашения восьми губернаторам, но только шесть колоний согласились участвовать. Колония Вирджиния не стала участвовать, поскольку уже имела договорённости о помощи с британским правительством, а колония Нью-Джерси находилась далеко от театра боевых действия и не имела претензий на земли на западе. В итоге только шесть колоний прислали своих делегатов. Де Ланси назначил датой сбора 14 июня 1754 года, но из-за трудностей путешествия в Олбани только 19 июня успели собраться все депутаты колоний и представители ирокезов.
Одним из делегатов от Пенсильвании был Бенджамин Франклин, который был сторонником экспансии на запад, и был убеждён, что такая экспансия возможна только при объединении всех колоний в некую форму союза. Он утверждал, что если даже невежественные дикари (ирокезы) смогли объединиться в Конфедерацию, то и английские колонии способны сделать то же самое. 9 мая, примерно за неделю до того, как Франклин покинул Филадельфию и отправился в Олбани, он опубликовал в Pennsylvania gazette статью, где рассказал о французской угрозе в Огайо. В качестве иллюстрации он приложил изображение змеи, разрезанной на части с надписью «Объединимся или умрём». Эта картинка была перепечатана многими колониальными газетами.
5 июня делегаты от Пенсильвании прибыли в город Нью-Йорк и стали ждать шхуну, которая бы доставила их в Олбани. В это время Бенджамин Франклин составил текст, в котором изложил своё видение будущего союза колоний. Этот текст он назвал «Short hints towards a scheme for uniting the Northern colonies».

## Работа конгресса
Конгресс начал работу 19 июня. Депутаты представили свои верительные грамоты и было зачитано письмо от лондонской Торговой палаты. Вместе с письмом из Лондона были присланы подарки для ирокезов. В письме предлагалось перенести встречу в Онондагу и было указано расследовать все жалобы индейцев на незаконные захваты их земель. Предлагалось так же запретить покупку земель у индейцев частными лицами, и приобретать её только от имени короля: это предложение было одобрено депутатами.

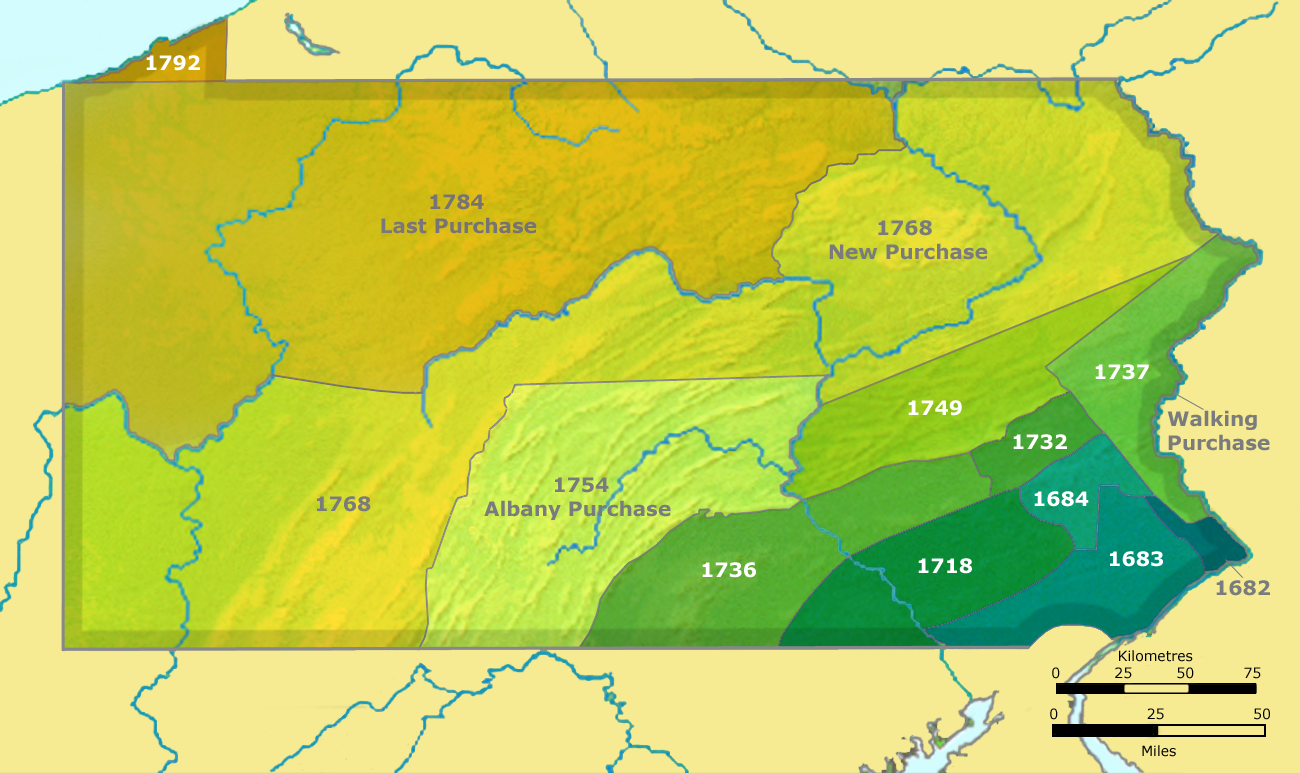
Олбанская покупка на карте земельных приобретений Пенсильвании (после возврата части земли в 1758 году).

Первым вопросом, которым занялся Конгресс, стали отношения с ирокезами. На конгресс прибыло 150 индейцев, которые встали лагерем в Олбани и вокруг города. Депутаты колоний составили обращение к индейцам, на которое те ответили 2 июля. От их имени выступал вождь Хендрик. Он прямо обвинил американцев в том, что они игнорируют интересы ирокезов, и не помогают им в конфликте с французами. Он взял ветку дерева, отшвырнул её в сторону, и сказал, что американцы точно так же отбросили индейцев и забыли о них. Делегаты конгресса обещали ирокезам обеспечить защиту и вручили им такое количество подарков, что для их перевозки потребовалось 30 повозок. Одновременно с индейцами были заключены соглашения о продаже земли: представители Коннектикута выплатили им 2000 фунтов, получив за это 5 000 000 акров земли у Верхней Саскуэханны, а представители Пенсильвании выплатили 400 фунтов за участок земли западнее Саскуэханны. Это соглашение стало известно как «Олбанская покупка» (Albany purchase).
На территориях, проданных ирокезами, проживали также племена шони, делавары и гуроны, а также ирокезское племя сенека, которые не признали этой сделки, и перешли на сторону французов в наступающей войне. Только в 1758 году на конференции в Истоне представители Пенсильвании вернули обратно индейцам значительную часть купленных в 1754 году земель и тем восстановили отношения с индейцами.
Разобравшись с индейским вопросом, депутаты перешли к обсуждению мер противодействия Франции. Де Ланси выступил с речью, в которой подчеркнул важность заключения союза между колониями. Депутаты сформировали комитет, который должен был составить план такого союза на основе различных предложений. Представитель собственников Пенсильвании (семьи Пенн) предложил созвать то, что он назвал Союзным полком (Union regiment), для которого каждая колония выделила бы по 100 человек. Этот полк должен был оплачиваться из налоговых поступлений, а командовал бы им офицер, назначенный королём. Этот план не решал вопроса объединения, и его не стали всерьёз рассматривать. Сам Де Ланси предложил «Нью-Йоркский план»: каждая колония должна была внести свой вклад в строительство фортов и флота на озере Онтарио. Было очевидно, что основную выгоду от такого плана получил бы сам Де Ланси, доходы которого зависели от торговли с ирокезами. Однако, у плана были и хорошие стороны: в случае успеха он позволял прервать сообщение между французскими владениями в Огайо и Канадой, усилить фронтир провинции Нью-Йорк, и дал бы англичанам удобный доступ в долину Огайо. Депутаты решили, что план составлен исключительно в интересах Де Ланси и большинством голосов отвергли его.
Свой план предложил и Томас Хатчинсон, депутат от Массачусетса. Он действовал в основном под влиянием губернатора Уильяма Ширли, который опасался, что Британия теряет контроль над колониями, и союз колоний помог бы укрепить связи с метрополией. Сам Хатчинсон считал, что в интересах Массачусетса изгнать французов из Канады, но сделать это можно только усилиями всех колоний. Он предложил обратиться к парламенту с просьбой создать две конфедерации: в одну вошли бы восемь северных колоний, в о вторую же остальные южные колонии. Северная конфедерация должна была воевать с Канадой, а южная с французами в Огайо.
Бенджамин Франклин предложил свой план, написанный в Нью-Йорке. Он предложил свести в союз все 13 колоний, но сделано это должно было быть не волей парламента, а решением самих колоний. Исполнительную власть в этом союзе представлял бы офицер, назначаемый королём. Законодательная власть принадлежала бы Ассамблее, куда выбирались бы депутаты от колоний. Число депутатов должно было зависеть от размера колонии. Комитет конгресса выслушал все предложенные планы и через 4 дня, 28 июня, разработал свой собственный план. Он был очень близок к плану Франклина, и носил то же название. Комитет передал план в Конгресс, который обсуждал его 10 дней. В план были внесены некоторые дополнения, но в целом он всё равно остался близок к плану Франклина, который вошёл в историю как «Отец Олбанского плана».
Олбанский план предлагал создать союз 11-ти колоний. В него не входили недавно основанная провинция Джорджия и провинция Делавер, которая многими тогда воспринималась как часть Пенсильвании. Правительство состояла из Генерального президента (President General) и Большого Совета (Grand Council). Совет состоял из 48 депутатов, избираемых на три года. Массачусетс и Вирджиния имели бы в совете по 7 делегатов, а Нью-Гэмпшир и Род-Айленд по два. Совет должен был ежегодно собираться в Филадельфии. Этот план был единогласно одобрен и разослан в колонии и в Лондон для утверждения.

## Участники
На Конгрессе присутствовал 21 представитель. Джеймс де Ланси был председателем конгресса, а Питер Ураксалл служил секретарём.
- От Коннектикута: Оливер Уолкотт[англ.], Элиша Уильямс[англ.] и Уильям Питкин[англ.] (член комитета)
- От Мэриленда: Абрахам Барнс и Бенджамин Такер Младший[англ.] (член комитета)
- От Массачусетса: Оливер Партридж и Томас Хатчинсон (член комитета)
- От Нью-Гэмпшира: Мешех Уир[англ.] и Теодор Аткинсон (член комитета)
- От Нью-Йорка: Джеймс де Ланси, Филип Ливингстон, Уильям Джонсон (член комитета) и Уильям Смит (член комитета)
- От Пенсильвании: Бенджамин Чьеу, Джон Пенн[англ.], Ричард Питерс, Исаак Норрис и Бенджамин Франклин. Дополнительно присутствовали Конрад Вейзер[англ.] и Уильям Франклин (сын Бенджамина и член комитета)
- От Род-Айленда: Мартин Ховард и Стивен Хопкинс (член комитета)

### Статьи
- John R. Alden. The Albany Congress and the Creation of the Indian Superintendencies (англ.) // The Mississippi Valley Historical Review. — Oxford University Press, 1940. — Vol. 27, iss. 2. — P. 193—210.
- Arthur H. Buffinton. The Policy of Albany and English Westward Expansion (англ.) // The Mississippi Valley Historical Review. — Oxford University Press, 1922. — Vol. 8, iss. 4. — P. 327—366.
- Arthur H. Buffinton. NEW YORK'S PLACE IN INTERCOLONIAL POLITICS (англ.) // Proceedings of the New York State Historical Association. — Cornell University Press, 1917. — Vol. 16. — P. 51—62.